# Rojca
Rojca (niem. Roitza) – dzielnica Radzionkowa położona w południowo-zachodniej części miasta. W jej skład wchodzą miejscowości Rojca i Buchacz oraz dawny Nowy Radzionków, Radzionków Nowy (niem. Neu-Radzionkau).

## Ludność
Około 5,5 tys. mieszkańców, z tego 2/3 Ślązacy, liczne rodziny mieszane, wtapiające się w kulturę śląską. Oficjalnie 99% rzymskich katolików i niewielka grupa Świadków Jehowy.

## Historia i rozwój przestrzenny
Nazwa zapewne pochodzi od chłopa o przezwisku Rojca (w tej samej pisowni to nazwisko występuje współcześnie w Chorwacji i Słowenii). Pierwsza wzmianka pochodzi z 1785 r. Rojca powstała na terenie dawnego boru – zwierzyńca leśnego hrabiego Hugona Henckla von Donnersmarck, stopniowo karczowanego pod zakładane pola i łąki. Na południu, przy granicznej rzece Szarlejce z miastem Bytom, znajdował się jedynie młyn wodny Buchacz. W latach 1871–1877 na terenie obecnej dzielnicy zbudowano kopalnię węgla kamiennego „Radzionków” (Radzionkaugrube), a w latach 1883–1884 hutę cynku „Łazarz” (Lazyhütte), późniejszy „Wtórmet”. Rozwój przemysłu wpłynął również na szybki wzrost liczby mieszkańców Rojcy i całego Radzionkowa.
Początkowa nazwa zabudowy powstającej w latach 70. XIX w., brzmiała Colonie Roitza (kolonia Rojca). Na przełomie XIX i XX w. przemianowano ją na Neu Radzionkau (Radzionków Nowy – nazwa używana w latach 1922–1939), obejmując tą nazwą zarówno właściwą kolonię Rojca, jak i wszystkie okoliczne kolonie robotnicze (zob. poniżej). Pierwotna zabudowa kolonii Rojca powstała w wyniku parcelacji gruntów dla pracowników nowo powstałej kopalni „Radzionków” (do 1922 r. „Radzionkaugrube”) na sporej wielkości działki, wzdłuż obecnych ulic: Gwarków, Szczęśliwej i Nieznanego Żołnierza (przed torami kolejowymi).
Na obszarze obecnej dzielnicy w sąsiedztwie kolonii Rojca powstały również inne patronalne kolonie działających tu zakładów przemysłowych:
- Kolonia Łazarza (niem. Kolonie Lazy, starsza) powstała za torami kolejowymi, przy ob. ul. Lawendowej (obecnie otoczona Pracowniczymi Ogródkami Działkowymi „Nasza Przyszłość”). Była to pierwsza kolonia o tej nazwie. Oszczędnie wzniesione niskie domy miały dwie kondygnacje mieszkalne, a jako budulca użyto cegły i dolomitu.
- Kolonia Mariańska (też: Kolonia Mariacka, Kolonia Łazarza, niem. Lazy-Kolonie, nowsza) powstała w 1903 za torami kolejowymi, przy ob. ul. Wawelskiej (dawnej ul. Mariackiej, przy Buchaczu). Do 1922 r. nazywano ją identycznie, jak Kolonię Łazarza, w związku z po jej wybudowaniu nazwy starszej Kolonii Łazarza (przy ob. ul. Lawendowej) przestano używać, a w okresie międzywojennym zmieniono nazwę nowszej Kolonii Łazarza na Kolonia Mariańska, żeby nie dochodziło do pomyłek.
- Kolonia Wandy (niem. Wanda-Kolonie) powstała za torami kolejowymi, przy ob. ul. Wandy.
- Kolonia Artura (niem. Arthur-Kolonie) powstała w 1906 r. przy ob. ul. Artura. Kolonia Artura uległa zupełnemu przeobrażeniu. Funkcjonalne i estetyczne parterowe domy robotnicze zwane po śląsku familokami po południowej stronie ul. Artura (w czasach PRL-u ul. Okrzei) zostały wyburzone w latach 70. XX w. pod budowę pawilonu handlowego i dwóch bloków mieszkalnych, a familoki po północnej stronie ul. Artura przerobiono, nadbudowując jedno piętro w miejsce spadzistego dachu; w ścianach wybito nowe poziome okna. W mieszkaniach powstały łazienki i ubikacje, a komórki zwane po śląsku „chlywikami” (chlewikami) wyburzono. W ich miejsce powstało 5 bloków przy nowo powstałej ul. Bezpiecznej.
- Kolonia Hugona (niem. Hugo-Kolonie) powstała przy ob. ul. Kużaja (dawniej Hugostrasse). Familoki „na Hogonie” przetrwały w niezmienionej formie do czasów współczesnych. W latach 70. w każdym mieszkaniu wydzielono część kuchni na łazienkę i ubikację, a w 1999 r. rozebrano na podwórkach ostatnie już, kolonijne „chlywiki” w całym Radzionkowie.

Dalszy rozwój Rojcy nastąpił od końca lat 60. XX w., kiedy wybudowano bloki przy ul. Miedziowej (do 1975 r. ul. Hutnicza). Pierwsze 4 bloki zbudowano od końca lat 50. XX w., ostatnie do połowy lat 70. XX w. Do końca lat 60. XX w. likwidowano wzdłuż południowej części ulicy szeregowo ustawione betonowe, parterowe baraki dla bezrobotnych z lat 30. XX w.
W latach 70. XX w. powstały kolejne bloki przy ul. Bezpiecznej (do 1991 r. ul. ZWM) i ul. Kużaja. Niska zabudowa to osiedle domków jednorodzinnych z lat 60. XX w. dla pracowników kopalni przy ul. Średniej i Jaracza. Na „Planie sytuacyjnym” (tereny i obiekty kop. Radzionków) w skali 1:5 000 (ok. 1950 r.) jest adnotacja, że lasek między ul. Sikorskiego a torami wąskotorówki (czyli dzisiejsze rejony ulic Średniej i Jaracza) jest przeznaczony pod budownictwo indywidualne kopalni „Bytom”. Według planu wydzielony obszar miał powierzchnię 7,5 ha. W rzeczywistości trochę go poszerzono. Dodatkowo po drugiej stronie ul. Sikorskiego przy ul. Południowej kilka domków jednorodzinnych zbudowanych do lat 70. XX w. oraz zabudowa segmentowa z lat 80. i 90. XX w. na tzw. Łąkach między ul. Skotnicką a nasypem kolejowym (ulice: Sikorskiego od nasypu kolejowego, Huzarów, Lotników, Kirasjerów, Piechurów, Artylerzystów, Zwiadowców, Grenadierów, Fizylierów i Kadetów).
Pozostała zabudowa jednorodzinna powstała w środkowej części ul. Kużaja (bliźniaki z lat 70. XX w. między ul. Nieznanego Żołnierza a ul. Gierymskiego oraz luźno wzdłuż całej ul. Kużaja od lat 70. XX w. do chwili obecnej) i na tzw. Skotnicy - północnym krańcu Rojcy. Ta część zwana jest również Azil – od małego familoka socjalnego z okresu międzywojennego przy ul. Lipoka, zbudowanego z inicjatywy Jerzego Ziętka. Wokół skoncentrowała się niewielka zabudowa domków jednorodzinnych z lat 80. XX w. przy ulicach: Komandosów, Saperów i Czołgistów oraz dwa piętrowe bloki nauczycielskie z początku lat 70. XX w. przy ul. Skotnickiej 2 i 4.

## Parafia Wniebowzięcia Najświętszej Maryi Panny w Rojcy

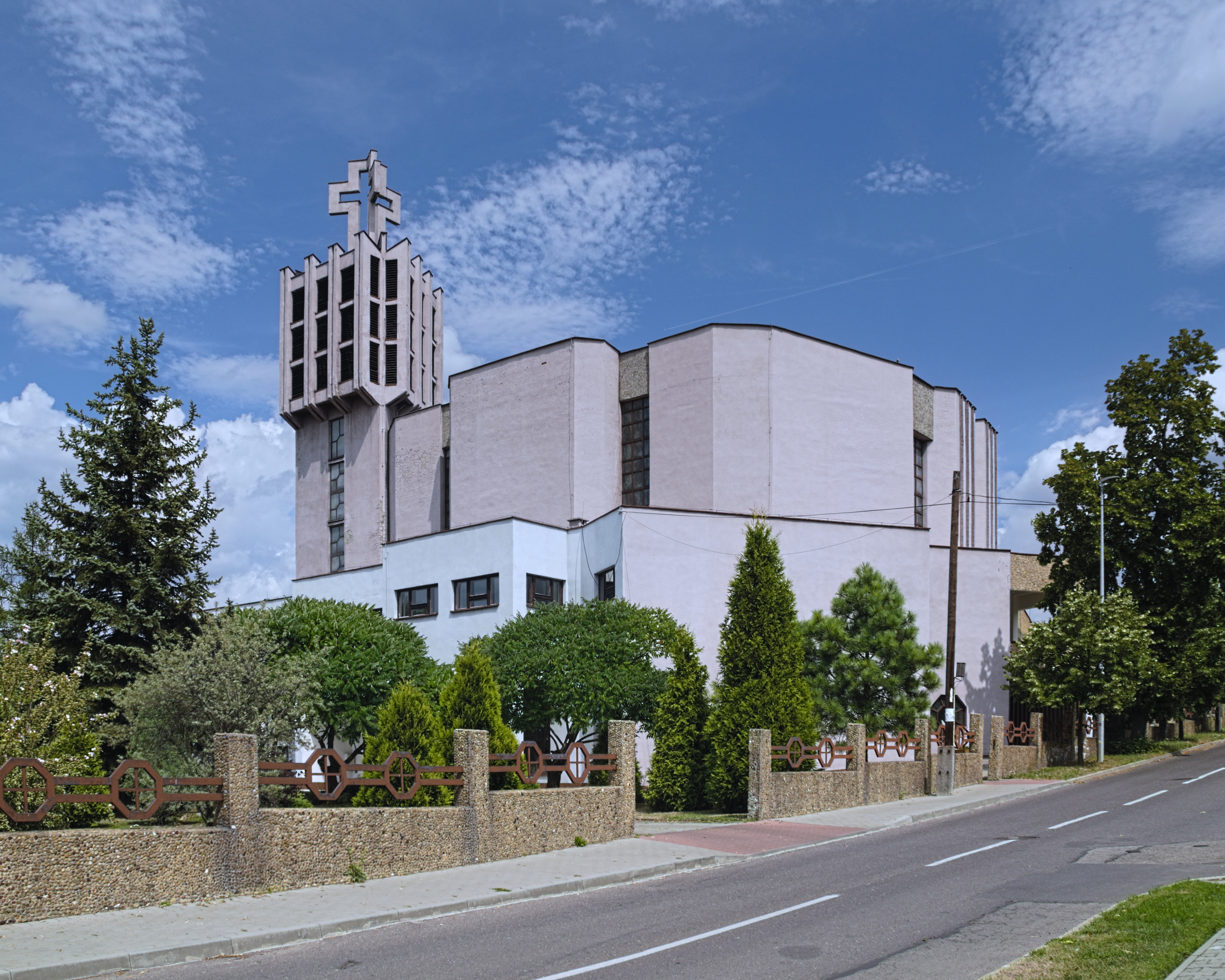
Kościół Wniebowzięcia Najświętszej Maryi Panny (2019)

Do 1934 r. Rojca należała do parafii i kościoła św. Wojciecha w Radzionkowie, lecz rozwój ludnościowy południowej części wsi, spowodował konieczność budowy drugiego kościoła. Starania o powstanie świątyni w Rojcy rozpoczęły się w kwietniu 1929 r. Po wielu perypetiach z lokalizacją obiektu, zdecydowano się wybudować drewniany kościół tymczasowy. Jego poświęcenie nastąpiło 5 listopada 1934 r. Lokalię (poprzedniczkę parafii z własnym kościołem) ustanowiono 25 grudnia 1934 r., a samodzielną parafię utworzono 20 grudnia 1957 r. Przedwojenny kościół spłonął w dość niejasnych okolicznościach 1 listopada 1982 r. Ocalała tylko część murowana ołtarzowa z zakrystiami, powstałe w przebudowie w latach 70. W tym samym okresie podobnież spłonął kościół św. Wawrzyńca w Bytomiu. W kilka tygodni później, został on siłami parafian zachęconych przez biskupa Herberta Bednorza odbudowany w ekspresowym tempie jako murowany o konstrukcji halowej. Tymczasowy kościół poświęcił 22 grudnia 1982 r. biskup Piotr Kurpas. Niemal równocześnie rozpoczęto budowę nowej świątyni przy plebanii. Odbudowa kościoła tymczasowego była pozbawiona ekonomicznego sensu. Była to nadzwyczaj kosztowna forma protestu przeciw ateistycznemu państwu, chylącemu się zresztą ku upadkowi. Przez tę odbudowę wydłużyła się budowa nowego kościoła, który został poświęcony dopiero 11 grudnia 1993 r. przez arcybiskupa Damiana Zimonia. Stary, tymczasowy kościół stoi pusty.

## Muzeum Chleba, Szkoły i Ciekawostek

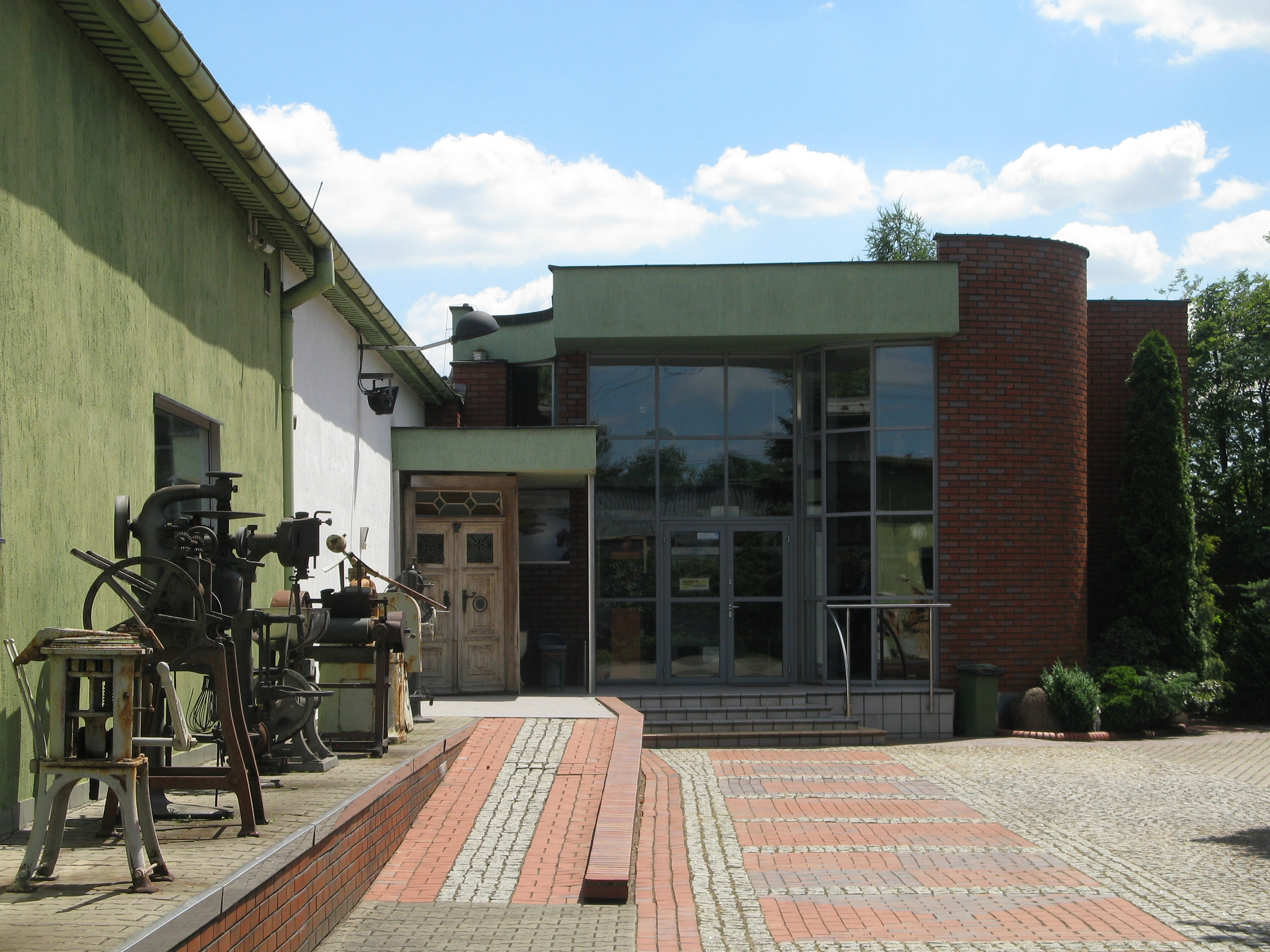
Muzeum Chleba, Szkoły i Ciekawostek (2018)

Największą atrakcją Rojcy jest Muzeum Chleba, Szkoły i Ciekawostek. Otwarte 26 kwietnia 2000 r. było pierwszą, prywatną placówką paramuzealną w Polsce gromadząca eksponaty związane z historią piekarnictwa. Twórcą i właścicielem jest Piotr Mankiewicz. Zgromadzono w niej stare narzędzia piekarnicze, kuchenne, maszyny, piece, formy oraz dokumenty. Na wzór zachodnich placówek tego typu zwiedzający mogą dotknąć eksponatów, a nawet samodzielnie upiec chleb czy bułkę. Oprócz ekspozycji związanej z piekarnictwem jest także klasa szkolna sprzed półwiecza. Dzieci mogą popróbować pisania rysikami na drewnianych tabliczkach i posłuchać jak wyglądała lekcja szkolna 50–100 lat temu. Większość zwiedzających stanowią wycieczki szkolne. W Muzeum Chleba odbywają się też śląskie spotkania przy kołoczu, piwie, z udziałem grup regionalnych ubranych w stroje ludowe.

## Komunikacja
Przystanek kolejowy Radzionków Rojca.
Przystanki autobusowe ZTM Katowice:
w ciągu ul. Kużaja i Nałkowskiej
- Rojca Centrum Przesiadkowe (na północy Rojcy, przy wiadukcie kolejowym),
- Rojca Nieznanego Żołnierza (w centrum Rojcy),
- Rojca Muzeum Chleba (nż),
- Rojca Baza Paliw (w centrum Buchacza),
- Rojca Szarlejka (nż, na południu Buchacza)

wzdłuż ul. Sikorskiego
- Rojca Sikorskiego[7].